# Sergejs Fjodorovs
Sergejs Fjodorovs ur. 1956 – łotewski polityk rosyjskiego pochodzenia, w latach 2002–2011 poseł na Sejm. 

## Życiorys
W 1978 ukończył studia w Łotewskiej Akademii Rolniczej w Jełgawie, następnie zaś studia w Państwowym Instytucie Pedagogicznym w Pskowie, gdzie uzyskał prawa do nauczania biologii w szkołach średnich. Pełnił m.in. funkcję zastępcy dyrektora szkoły zawodowej w miejscowości Viļāni. 
W latach 2002, 2006 i 2010 uzyskiwał mandat posła na Sejm w Łatgalii z listy ruchu O Prawa Człowieka w Zjednoczonej Łotwie, następnie zaś Centrum Zgody. Jest związany z Łotewską Partią Socjalistyczną. W wyborach w 2011 nie uzyskał reelekcji
Jest żonaty.